# Histoire de la famille Fairchild
The History of the Fairchild Family est une série de livres pour enfants à succès écrite par la romancière britannique Mary Martha Sherwood. La série comporte trois volumes, publiés en 1818, 1842 et 1847, et détaille la vie quotidienne des enfants de la famille Fairchild. La première partie, qui est imprimée pendant plus d'un siècle, se focalise sur la « dépravation » (péché originel) de ces enfants et leur besoin de rédemption qui en découle, alors que la deuxième et la troisième parties mettent l'accent sur des leçons de morale chrétienne, comme le consumérisme vertueux.
Au cours du XIXe siècle, la série était réputée pour sa représentation réaliste de l'enfance et son humour, mais elle est vite tombée dans l'oubli lorsque la Grande-Bretagne est devenue de plus en plus sécularisée et que de nouveaux genres de littérature pour enfants sont venues dominer la scène littéraire, représentée par des œuvres « novatrices » comme Les Aventures d'Alice au pays des merveilles de Lewis Carroll,.